# Prometo
Prometo é o quarto álbum de estúdio do cantor e compositor espanhol Pablo Alborán, lançado em 17 de novembro de 2017 pela EMI Music e Parlophone.

## Singles
Em 9 de setembro de 2017, "No vaya a ser" e "Saturno" foram lançados simultaneamente como singles para divulgação do disco. A primeira supracitada alcançou a nona posição na parada musical da Espanha, divulgada pela PROMUSICAE, e a 55.ª no periódico de Portugal. Enquanto que "Saturno" teve como melhor posição a 16.ª no ranking espanhol.
"Saturno" foi utilizada como abertura da novela mexicana Caer en tentación, produção de Giselle González, protagonizada por Silvia Navarro, Gabriel Soto, Adriana Louvier e Carlos Ferro.

## Desempenho nas tabelas musicais
Em 26 de novembro de 2017, Prometo fez sua estreia nas tabelas de sucesso através da publicação da Promusicae, que lista os discos mais vendidos da Espanha semanalmente. O disco tornou-se o quinto de Alborán a alcançar a primeira posição, onde passou sete semanas não consecutivas. Foi autenticado como disco de platina quádruplo por vendas superiores a 160 mil cópias. Prometo também alcançou as terceira e 11ª posições nas tabelas norte-americanas Pop Latin Albums e Latin Albums, respectivamente, enquanto marcou a primeira aparição do artista no chart suíço Schweizer Hitparade, na 89ª posição.

## Lista de faixas
| Versão standard |                                     |         |  |
| N.º             | Título                              | Duração |  |
| 1.              | "Saturno"                           | 4:13    |  |
| 2.              | "Prometo"                           | 5:06    |  |
| 3.              | "No Vaya a Ser"                     | 3:17    |  |
| 4.              | "Cuerda al Corazón"                 | 3:36    |  |
| 5.              | "Lo Nuestro"                        | 4:08    |  |
| 6.              | "Vivir"                             | 3:47    |  |
| 7.              | "Tu Refugio"                        | 4:19    |  |
| 8.              | "La Llave"                          | 3:16    |  |
| 9.              | "Idiota"                            | 3:25    |  |
| 10.             | "Boca De Hule"                      | 4:12    |  |
| 11.             | "Curo Tus Labios"                   | 4:14    |  |
| 12.             | "Al Paraíso"                        | 3:06    |  |
| 13.             | "Prometo" (Versión piano y cuerda)  | 5:30    |  |
| 14.             | "La Llave" (Versión pop)            | 3:16    |  |
| 15.             | "Boca De Hule" (com Alejandro Sanz) | 4:12    |  |
| 16.             | "Al Paraíso" (com Carminho)         | 3:06    |  |

## Turnê
| América do Norte       |                            |            |                                                             |
| 1 de março de 2018     | Cidade do México           | México     | Auditório Nacional                                          |
| 2 de março de 2018     | Cidade do México           | México     | Auditório Nacional                                          |
| 6 de março de 2018     | Querétaroe                 | México     | Centro de Congresos Queretaro                               |
| 7 de março de 2018     | Puebla                     | México     | Acropolis Puebla                                            |
| 9 de março de 2018     | Monterrey                  | México     | Auditorio Citibanamex                                       |
| 10 de março de 2018    | Zapopan                    | México     | Auditorio Telmex                                            |
| América Central        |                            |            |                                                             |
| 13 de março de 2018    | Cidade da Guatemala        | Guatemala  | Forum Majadas                                               |
| 15 de março de 2018    | Cidade do Panamá           | Panamá     | Arena Roberto Durán                                         |
| 17 de março de 2018    | San José                   | Costa Rica | Palacio De Los Deportes                                     |
| 18 de março de 2018    | San José                   | Costa Rica | Palacio De Los Deportes                                     |
| América Latina         |                            |            |                                                             |
| 2 de abril de 2018     | Medellín                   | Colômbia   | Teatro Universidad De Medellin                              |
| 3 de abril de 2018     | Bogota                     | Colômbia   | Teatro Jorge Eliécer Gaitán                                 |
| 5 de abril de 2018     | Lima                       | Peru       | Anfiteatro Parque de la Exposicion                          |
| 7 de abril de 2018     | Quito                      | Ecuador    | Teatro Agora CCE                                            |
| 11 de abril de 2018    | Cordoba                    | Argentina  | Espacio Quality                                             |
| 12 de abril de 2018    | Rosario                    | Argentina  | Metropolitano                                               |
| 14 de abril de 2018    | Buenos Aires               | Argentina  | Luna Park                                                   |
| 15 de abril de 2018    | Buenos Aires               | Argentina  | Luna Park                                                   |
| 17 de abril de 2018    | Montevideo                 | Uruguai    | Teatro De Verano "Ramón Collazo"                            |
| 20 de abril de 2018    | Santiago                   | Chile      | Movistar Arena                                              |
| 21 de abril de 2018    | Santiago                   | Chile      | Movistar Arena                                              |
| 26 de abril de 2018    | Concepción                 | Chile      | Sur Activo                                                  |
| 28 de abril de 2018    | Temuco                     | Chile      | Gimnasio UFRO                                               |
| Europa                 |                            |            |                                                             |
| 18 de maio de 2018     | Málaga                     | Espanha    | Auditorio Municipal Cortijo De Torres                       |
| 19 de maio de 2018     | Málaga                     | Espanha    | Auditorio Municipal Cortijo De Torres                       |
| 1 de junho de 2018     | Bilbao                     | Espanha    | Bilbao Arena Miribilla                                      |
| 2 de junho de 2018     | Valladolid                 | Espanha    | Feria De Valladolid                                         |
| 8 de junho de 2018     | Barcelona                  | Espanha    | Palau Sant Jordi                                            |
| 9 de junho de 2018     | Barcelona                  | Espanha    | Palau Sant Jordi                                            |
| 16 de junho de 2018    | Sevilha                    | Espanha    | Estadio Olímpico de la Cartuja                              |
| 22 de junho de 2018    | Corunha                    | Espanha    | Coliseum da Coruña                                          |
| 29 de junho de 2018    | WiZink Center              | Espanha    | Madrid                                                      |
| 30 de junho de 2018    | WiZink Center              | Espanha    | Madrid                                                      |
| 4 de julho de 2018     | Valencia                   | Espanha    | Plaza de Toros de Valencia                                  |
| 5 de julho de 2018     | Valencia                   | Espanha    | Plaza de Toros de Valencia                                  |
| 20 de julho de 2018    | Las Palmas de Gran Canaria | Espanha    | Gran Canaria Arena                                          |
| 21 de julho de 2018    | Santa Cruz de Tenerife     | Espanha    | Parking del Parque Marítimo                                 |
| 27 de julho de 2018    | Gijón                      | Espanha    | Parque Hermanos Castro                                      |
| 31 de julho de 2018    | Madrid                     | Espanha    | Teatro Real                                                 |
| 1 de agosto de 2018    | Marbella                   | Espanha    | Starlite Auditorio                                          |
| 3 de agosto de 2018    | Palma De Mallorca          | Espanha    | Coliseo Balear, Plaza de Toros                              |
| 7 de agosto de 2018    | Sant Feliu de Guíxols      | Espanha    | Espai Port Marítimcomo parte do Festival Porta Ferrada 2018 |
| 8 de agosto de 2018    | Tarragona                  | Espanha    | Tarraco Arena - Antiga Plaça De Braus                       |
| 16 de agosto de 2018   | Chiclana de la Frontera    | Espanha    | Unknown venue - Sancti Petri Concert Music Festival 2018    |
| 18 de agosto de 2018   | Alicante                   | Espanha    | Plaza De Toros De Alicante                                  |
| 30 de agosto de 2018   | Mérida                     | Espanha    | Teatro Romano - Stone Music Festival 2018                   |
| 14 de setembro de 2018 | Murcia                     | Espanha    | Cuartel de Artillería                                       |
| 15 de setembro de 2018 | Murcia                     | Espanha    | Cuartel de Artillería                                       |
| 22 de setembro de 2018 | Granada                    | Espanha    | Plaza De Toros De Granada                                   |
| 23 de setembro de 2018 | Granada                    | Espanha    | Plaza De Toros De Granada                                   |
| 8 de dezembro de 2018  | Madrid                     | Espanha    | WiZink Center                                               |
| 21 de dezembro de 2018 | Barcelona                  | Espanha    | Palau Sant Jordi                                            |

 
|}

## Histórico de lançamento
| País           | Data                   | Formato          | Gravadora    |
| -------------- | ---------------------- | ---------------- | ------------ |
| Brasil         | 16 de setembro de 2014 | Download digital | Warner Music |
| Espanha        | 16 de setembro de 2014 | Download digital | Warner Music |
| Estados Unidos | 16 de setembro de 2014 | Download digital | Warner Music |
| México         | 16 de setembro de 2014 | Download digital | Warner Music |
| Portugal       | 16 de setembro de 2014 | Download digital | Warner Music |